# Леонт (царь Спарты)
Леонт (Лев; др.-греч. Λέων, «лев») — царь Спарты из рода Агидов, правивший в первой половине VI века до н. э. Сын Еврикратида. Продолжал войну с тайгетами, начатую его отцом. После смерти Леонта трон унаследовал его сын Анаксандрид.
Потомок  Геракла в 18-м поколении.